# Kokang
Kokang of Kokang-Chinezen zijn een etnische groep in Birma (Myanmar). Dit volk spreekt Mandarijn en behoort etnisch gezien tot de Han-Chinezen. Kokang leven in de Speciale Regio Kokang, Shan. Dit gebied wordt al sinds de Ming-dynastie bewoond door een meerderheid van Han-Chinezen. Bij een telling in 1997 maakten de Kokang samen met de nieuwe migranten uit de nabijgelegen Chinese provincie Yunnan dertig tot veertig procent van de Chinezen in Myanmar.
De Kokang hebben een eigen leger dat in het Engels Myanmar National Democratic Alliance Army heet. In augustus 2009 was er een conflict tussen dit leger en het Birmese juntaleger, waardoor het tot vervolging van de etnische Chinezen kwam. 10.000 tot 38.000 Kokang vluchtten naar de Chinese provincie Yunnan. In de stad Nansan werden zeven tentenkampen gemaakt voor de vluchtelingen uit Birma. De bejaarde vluchtelingen vergeleken het brute geweld van de Birmese junta met de wandaden van het Japanse leger tijdens de Tweede Wereldoorlog. De overheid van Volksrepubliek China heeft het geweld tegen de etnische Chinezen afgekeurd en probeerde diplomatieke druk uit te oefenen op de junta om het geweld te stoppen.
Bij confrontaties tussen het Birmese leger en de Kokang strijders kwamen in februari 2015 tientallen militairen om het leven.